# Seleção Brasileira de Rugby Union Feminino
A Seleção Brasileira de Rugby Feminino é uma equipe de rugby union que representa o Brasil em jogos internacionais e é gerida pela Confederação Brasileira de Rugby (CBRu). Após várias campanhas bem-sucedidas no rugby sevens, elas disputaram sua primeira partida de 15 contra a seleção dos Países Baixos em maio de 2008.

## História

### Década de 2000–10
O Brasil jogou sua primeira partida internacional de um amistoso contra os Países Baixos em 2008. Desde então, a equipe não foi formada novamente até 2019, quando o Brasil visitou a Colômbia para sua primeira partida contra a adversária sul-americana. Em 2020, Brasil e Colômbia jogaram novamente em Medellín, em uma partida que foi a primeira em uma eliminatória da Copa do Mundo de Rúgbi Feminino. A Colômbia derrotou o Brasil por 23–19.

### Década de 2020
Em 2023, foi anunciado que o Brasil enfrentaria a Colômbia em partidas oficiais de teste, que fazem parte das eliminatórias da região sul-americana para a Copa do Mundo de Rugby de 2025. Além disso, a Sudamérica Rugby, com financiamento da World Rugby, organizou o primeiro torneio feminino de quinze da região, o Americas Rugby Trophy, que foi sediado no Brasil em junho. O torneio contou com a participação do Brasil, da Colômbia e uma equipe de desenvolvimento dos Estados Unidos. Entretanto, a Seleção Brasileira terminou na última posição.
O Brasil enfrentou a Colômbia novamente nos dias 5 e 9 de julho de 2023 em Medellín, por uma vaga na competição WXV 3, equivalente à terceira divisão da liga mundial. No entanto, a equipe adversária venceu ambas as partidas. Em 21 de novembro, as Yaras registraram sua primeira vitória internacional contra Portugal por 10–7, em Guarulhos, foi também a primeira vez que enfrentaram um adversário europeu após quinze anos.
O Brasil fez história em 29 de junho de 2024 ao se classificar pela primeira vez para uma Copa do Mundo de Rugby Feminino, após vencerem a Colômbia por 34–13 em Luque, no Paraguai. Além disso, foi a primeira vez que a seleção brasileira se classificou para uma Copa do Mundo de Rugby XV, tanto no masculino quanto no feminino. Com esse feito histórico, o Brasil alcançou a posição mais alta de sua história no ranking mundial, saltando do 51º lugar para o 39º.

## Competições

### Copas do Mundo
| Ano                                                                           | Sede          | Resultado          | Fase                      |
| ----------------------------------------------------------------------------- | ------------- | ------------------ | ------------------------- |
| O Brasil não possuía equipe para nenhuma das Copas do Mundo entre 1991 e 2006 |               |                    |                           |
| 2010                                                                          | Inglaterra    | Não entrou         | Não entrou                |
| 2014                                                                          | França        | Não entrou         | Não entrou                |
| 2017                                                                          | Irlanda       | Não entrou         | Não entrou                |
| 2021                                                                          | Nova Zelândia | Não se classificou | Jogo eliminatório simples |
| 2025                                                                          | Inglaterra    | Classificado       | Classificado              |

### Dados gerais
Seu registro de confrontos com outras nações:
| Equipe        | J  | V | E | D | PF  | PC  | Dif |
| ------------- | -- | - | - | - | --- | --- | --- |
| Colômbia      | 7  | 1 | 0 | 6 | 134 | 161 | –27 |
| Países Baixos | 1  | 0 | 0 | 1 | 0   | 10  | –10 |
| Portugal      | 2  | 1 | 0 | 1 | 15  | 20  | –5  |
| Total         | 10 | 2 | 0 | 8 | 149 | 191 | –42 |

• Atualizado em 30 de julho de 2024.